# Dyonísio Álvaro dos Santos
Dyonísio Álvaro dos Santos, também conhecido por Dyonísio dos Santos ou simplesmente Dyonísio (Local e data de nascimento desconhecidos — Local e data da morte desconhecidos), foi um futebolista brasileiro que atuava como goleiro.

## Carreira
As poucas informações encontradas sobre Dyonísio afirmam que ele atuou pelo Idependiente-SP e pelo Ypiranga-SP.
Foi convocado também para a Seleção Brasileira que disputou e conquistou a Campeonato Sul-Americano de Futebol de 1919. Pela sul-americano o atleta não atuou em nenhuma partida.[carece de fontes?] Pela Taça Roberto Chery, em homenagem ao goleiro uruguaio Roberto Chery, que morreu poucos dias antes, durante a disputa do Campeonato Sul-Americano Dyonísio atuou em uma partida pelo Brasil.[carece de fontes?]
Após encerrar sua carreira, o nome do ex-atleta aparece como árbitro da Federação Paulista de Futebol no acervo do jornal Correio de S. Paulo (SP) - 1932 a 1937.

## Morte
Não se tem informações sobre a morte do ex-atleta.

## Títulos
Seleção Brasileira
- Campeonato Sul-Americano de Futebol: 1919
- Taça Roberto Cherry 1919